# Irving Fisher
Irving Fisher (Saugerties, estado de Nueva York, 27 de febrero de 1867-Nueva York, 29 de abril de 1947) fue un economista, estadístico, inventor, y eugenista estadounidense que contribuyó a difundir las ideas económicas neoclásicas en Estados Unidos.
Varios conceptos toman su nombre de él, como la ecuación de Fisher, la hipótesis de Fisher, la tasa de Fisher y el teorema de separabilidad de Fisher.

## Vida
Aunque Fisher fue un gran economista teórico, no siempre fue igualmente bueno en su análisis de la realidad económica, y como especulador bursátil fue catastrófico. En otoño de 1929 declaró públicamente que las cotizaciones habían alcanzado su nivel de máxima estabilidad; basándose en esa presuposición perdió, además de su reputación como economista, casi todo su patrimonio familiar.

## Obra y pensamiento

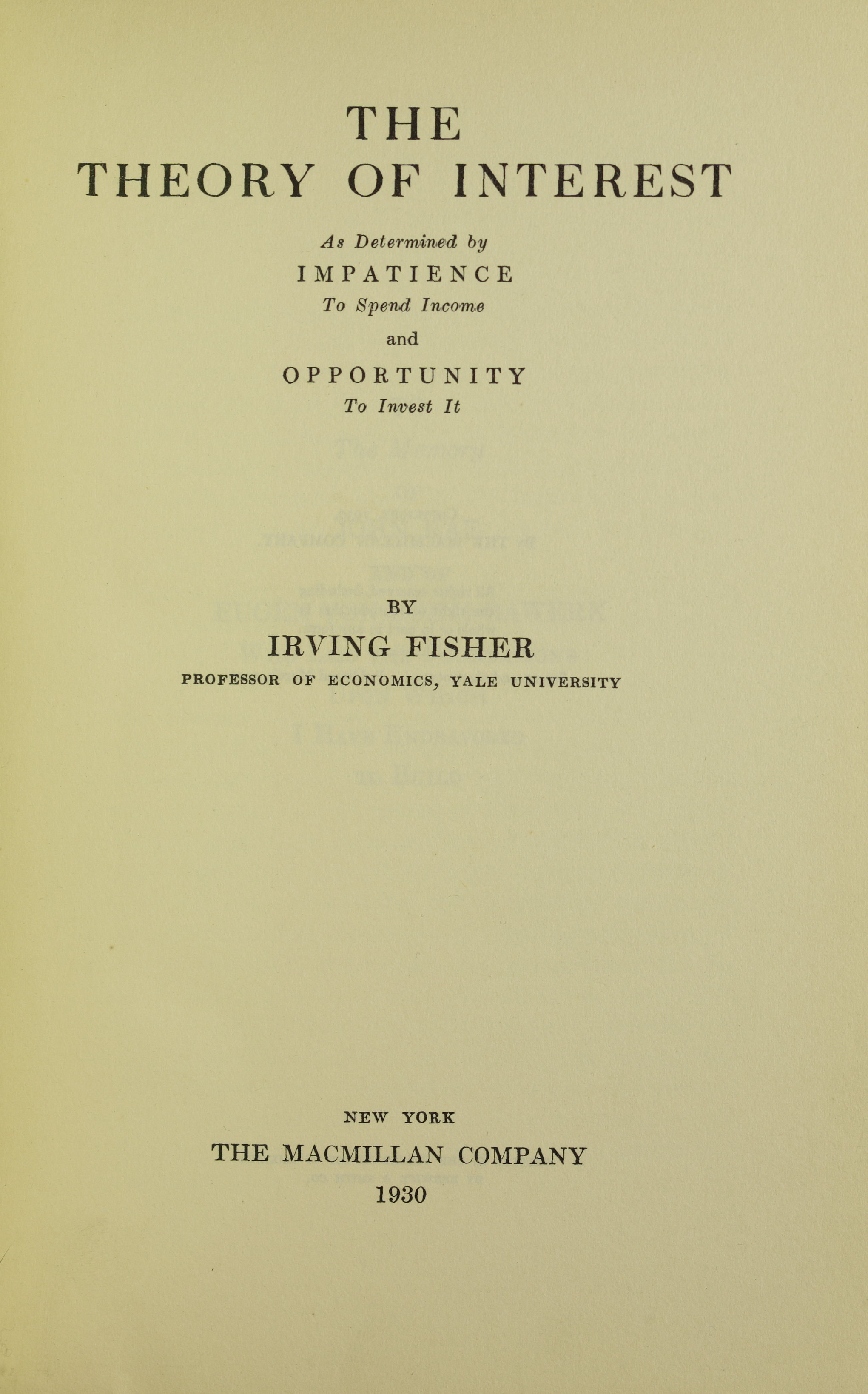
Theory of interest as determined by impatience to spend income and opportunity to invest it, 1930

Su primera contribución teórica a la economía se encuentra en su tesis doctoral de 1892, "Mathematical Investigations in the Theory for Value and Prices", que contiene una completa exposición de la teoría del equilibrio económico general de Léon Walras, aunque, y esto es lo sorprendente, en el prefacio declaró que no conocía la obra de Walras. Sus principales puntos de referencia hay que buscarlos en Jevons, Auspitz y Lieben.
Debido a su extraordinario conocimiento matemático (el gran físico de la termodinámica Gibbs fue su mentor), Fisher dio formulaciones muy modernas para su época: fue el inventor de los índices económicos y un pionero de la econometría.
Sus intereses en economía fueron muy similares al de otro gran economista estadounidense de la misma época John Bates Clark (1847-1938). Sin embargo, sus planteamientos fueron distintos, Fisher estaba menos preocupado por la búsqueda de un fundamento ético del mercado y más por la validez de las hipótesis y la corrección de los razonamientos. 

### Ecuación de Fisher
La ecuación de Fisher, en matemáticas financieras, calcula las relaciones entre las tasas de interés reales y nominales, considerando la inflación. Es usada para calcular la tasa interna de retorno de una inversión. 
Si {\displaystyle r} es la tasa de interés real; {\displaystyle i} la tasa de interés nominal; y {\displaystyle \pi } la tasa de inflación, la ecuación de Fisher es:
{\displaystyle i=(1+r)(1+\pi )-1}
Aunque técnicamente la ecuación exacta es la anterior, para propósitos prácticos también puede representarse mediante la siguiente forma aproximada (más intuitiva):
{\displaystyle i\approx r+\pi }
Puede usarse para realizar previsiones ex-ante (con anterioridad) o en el análisis ex-post (con posterioridad), por ejemplo para determinar el verdadero coste en términos de poder adquisitivo de un crédito:
{\displaystyle r=i-\pi }
La hipótesis de Fisher considera que la tasa de interés real es independiente de las medidas monetarias y no está determinada por la tasa nominal.

### Teorema de Fisher
Fisher postula que el objetivo del empresario es maximizar su "tasa de rendimiento sobre costos" y para conseguir, por tanto, el mayor valor presente de su inversión. Como la tasa de Fisher es la tasa de rendimiento que iguala en valor presente todos los costos con todos los ingresos, lo que equivale a la tasa interna de retorno o la tasa de rendimiento que iguala los valores presentes de los flujos en efectivo de todos los proyectos que se estén considerando.
El teorema de la separabilidad establece que una firma puede asegurarse de que sus propietarios alcancen su posición óptima en términos de oportunidades del mercado, financiando su inversión con una determinada proporción de crédito y fondos propios obtenidos internamente.

### Deflación de la Deuda
A raíz de la Gran Depresión, Fisher expuso una explicación de las crisis y el ciclo económico, que se conoce como "teoría de la deflación de la deuda", que atribuyó la crisis a la explosión de una burbuja de crédito, que desencadena una serie de efectos que tienen un impacto negativo en la economía real:
1. Recorte gastos y ventas de liquidación para pagar las deudas e intereses.
2. Contracción de la oferta de dinero en forma de reducción de los préstamos bancarios.
3. Caída en el nivel de precios de los activos.
4. Caída aún mayor en el patrimonio neto de las empresas y consecuente aumento de las bancarrotas.
5. Caída de los beneficios de los inversionistas.
6. Reducción de la producción, del comercio y del empleo.
7. Pesimismo y pérdida de confianza.
8. Acumulación de dinero no gastado ni invertido.
9. Caída en las tasas de interés nominales y un aumento en las tasas de interés reales ajustadas por la deflación.[6]

Estos fenómenos se encadenan en la forma de una espiral viciosa que se expresa en la depresión económica, en la cual los deudores entre más pagan más deben.

### Polémicas
En el terreno político, Fisher fue partidario de la eugenesia, acérrimo defensor del prohibicionismo y escritor muy versátil.
Aunque después de su muerte la obra de Fisher fue objeto de gran admiración, Fisher fue muy criticado en vida. Joseph Schumpeter llegaría a decir póstumamente "probablemente algunos historiadores futuros considerarán a Fisher como el más grande economista científico norteamericano que ha habido hasta el día de hoy".

## Algunas publicaciones
Fisher, Irving Norton, 1961. A Bibliography of the Writings of Irving Fisher (1961) compiló el hijo de Fisher; contiene 2425 entradas.
Primarias
- 1892. Mathematical Investigations in the Theory of Value and Prices.[9] Scroll to chapter links.

- 1896. Appreciation and Interest. Link.

- 1906. The Nature of Capital and Income.[10] Scroll to chapter links.

- 1907. The Rate of Interest.[10] Extracts Archivado el 15 de diciembre de 2017 en Wayback Machine. from Preface and Appendix to ch. VII.

- 1910, 1914. Introduction to Economic Science. Section links.

- 1911a,[11] 1922, 2nd ed. The Purchasing Power of Money: Its Determination and Relation to Credit, Interest, and Crises. Scroll to chapter links from Library of Economics and Liberty (LE&L). Full text of 1920 edition online via Federal Reserve Bank of St Louis.

- 1911b, 1913. Elementary Principles of Economics. Scroll to chapter links.

- 1915. How to Live: Rules for Healthful Living Based on Modern Science (with Eugene Lyon Fisk). Link.

- 1918, "Is 'Utility' the Most Suitable Term for the Concept It is Used to Denote?" Am. Economic Review, p. 335–37]. Reimpreso. Archivado el 17 de septiembre de 2017 en Wayback Machine.

- 1921a.  "Dollar Stabilization," Encyclopædia Britannica 12.ª ed. XXX, p. 852–853. Página reimpresa links de LE&L.

- 1921b, The Best Form of Index Number, American Statistical Association Quarterly. 17(133) p. p. 533–537.

- 1922. The Making of Index Numbers: A Study of Their Varieties, Tests, and Reliability.[12] Scroll to chapter links,

- 1923, "The Business Cycle Largely a 'Dance of the Dollar'," Journal of the American Statistical Association, 18, p. 1024–28. Link.

- 1926, "A Statistical Relation between Unemployment and Price Changes," International Labour Review, 13(6), p p. 785–92 reimpreso de 1973, "I Discovered the Phillips Curve: A Statistical Relation between Unemployment and Price Changes'," J. of Political Economy, 81 (2, parte 1) p p. 496–502.

- 1927, "A Statistical Method for Measuring 'Marginal Utility' and Testing the Justice of a Progressive Income Tax" in Economic Essays Contributed in Honor of John Bates Clark .

- 1928, The Money Illusion, New York: Adelphi Company. Scroll to chapter-preview links.

- 1930a. The Stock Market Crash and After.

- 1930b. The Theory of Interest.[13] Chapter I. Archivado el 15 de diciembre de 2017 en Wayback Machine. Chapter links, each numbered by paragraph via LE&L.

- 1932. Booms and Depressions: Some First Principles. full text online via Federal Reserve Bank of St Louis.

- 1933a.  "The Debt-Deflation Theory of Great Depressions," Econometrica, 1 (4) p. 337–357 via Federal Reserve Bank of St Louis.

- 1933b. Stamp Scrip. full text online

- 1935. 100% Money. full text online

- 1942. "Constructive Income Taxation: A Proposal for Reform." New York: Harper & Brothers.

- 1996. The Works of Irving Fisher. edited by William J. Barber et al. 14 v. London : Pickering & Chatto.

- Fisher, Irving. (1892). Mathematical Investigations